# Hülseburg
Hülseburg là một đô thị ở huyện of Ludwigslust, bang Mecklenburg-Vorpommern, Đức. Đô thị này có diện tích 9,09 km², dân số thời điểm 31 tháng 12 là 168 người.